# Joe Dawson

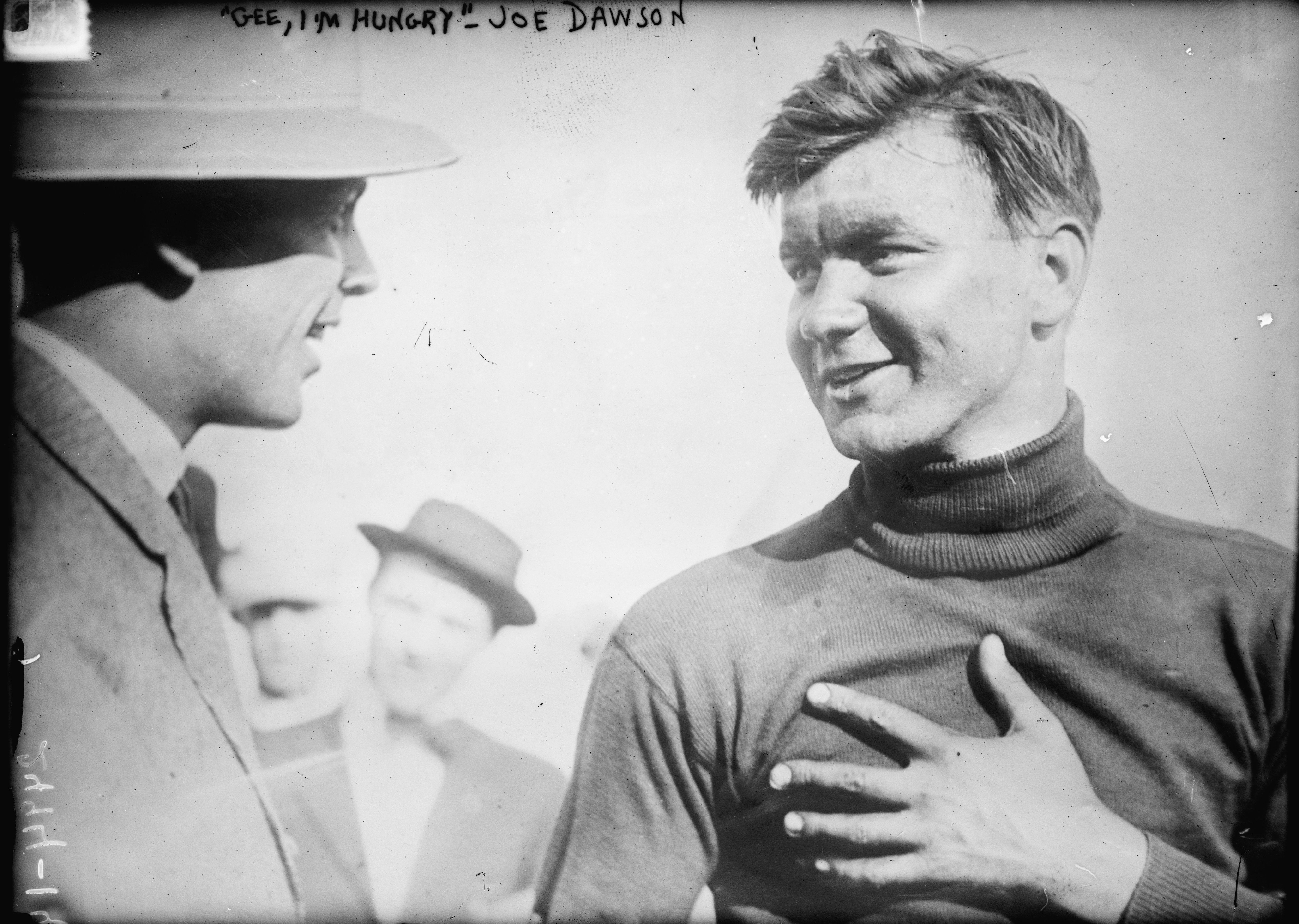
Joe Dawson 1912

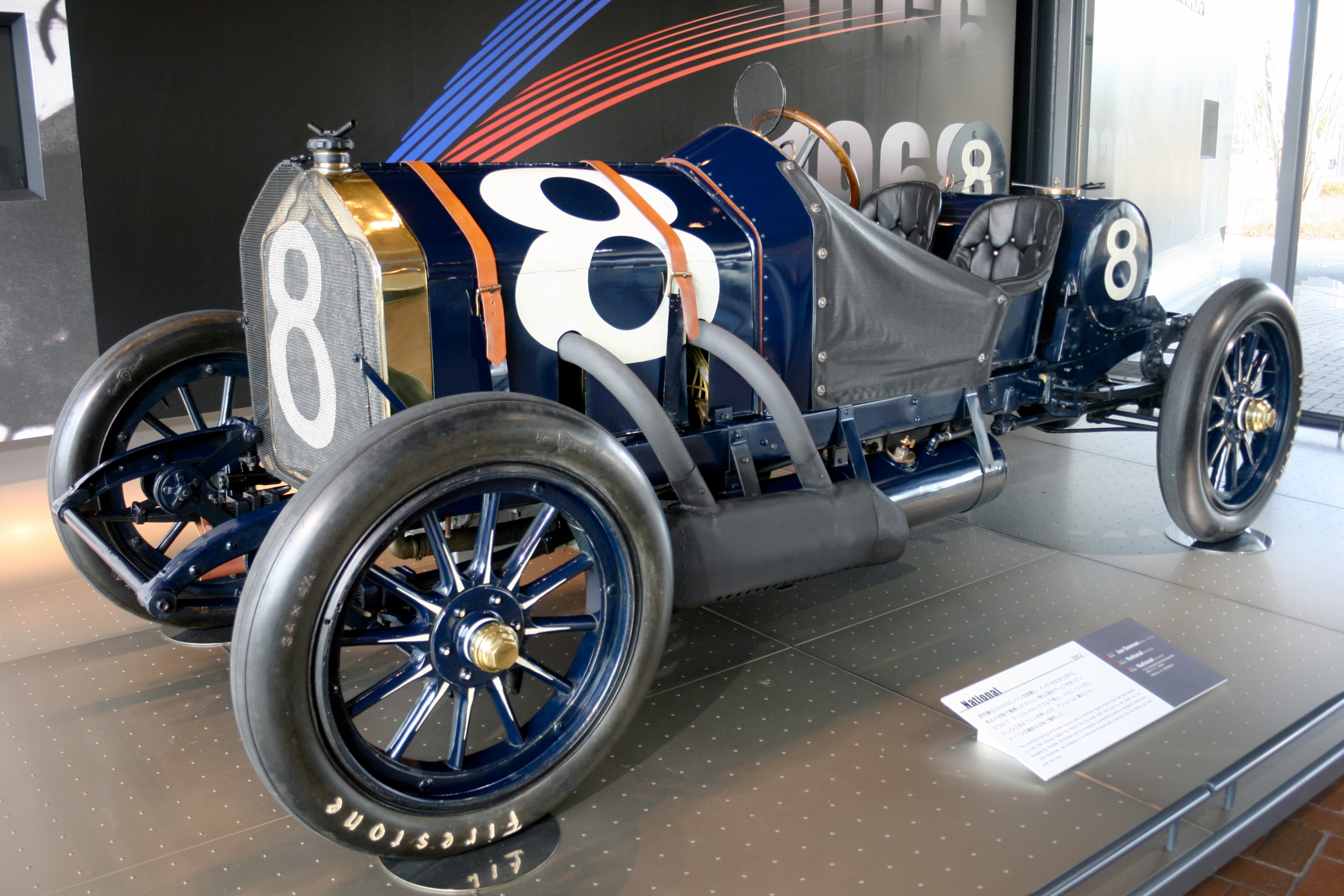
Dawsons Siegerwagen der 500 Meilen von Indianapolis 1912

Joseph Crook „Joe“ Dawson (* 19. April 1889 in Odon, Indiana; † 17. Juni 1946) war ein US-amerikanischer Automobilrennfahrer.

## Karriere
Dawson startete dreimal bei den 500 Meilen von Indianapolis. Erstmals bei der Premiere des Rennens im Jahr 1911, als er mit einem Marmon auf den fünften Platz fuhr. Im darauf folgenden Jahr gewann er auf National vor Teddy Tetzlaff (Fiat), nachdem Ralph DePalma (Mercedes), der 196 von 200 Runden führte, mit einem technischen Defekt ausfiel. Mit einem Alter von 22 Jahren und 323 Tagen war er damals der jüngste Sieger des Indianapolis 500. Abgelöst wurde er erst 1952, als Troy Ruttman im Alter von 22 Jahren und 86 Tagen gewann. In seinem letzten Indianapolis 500, im Jahr 1914, fiel er nach einem Unfall in der 45. Runde aus.